# Світлична Леоніда Павлівна
Леоніда Павлівна Світлична (до шлюбу Терещенко; 2 квітня 1924, Київ — 18 лютого 2003, там само) — українська дисидентка-шістдесятниця, мемуаристка.

## Життєпис

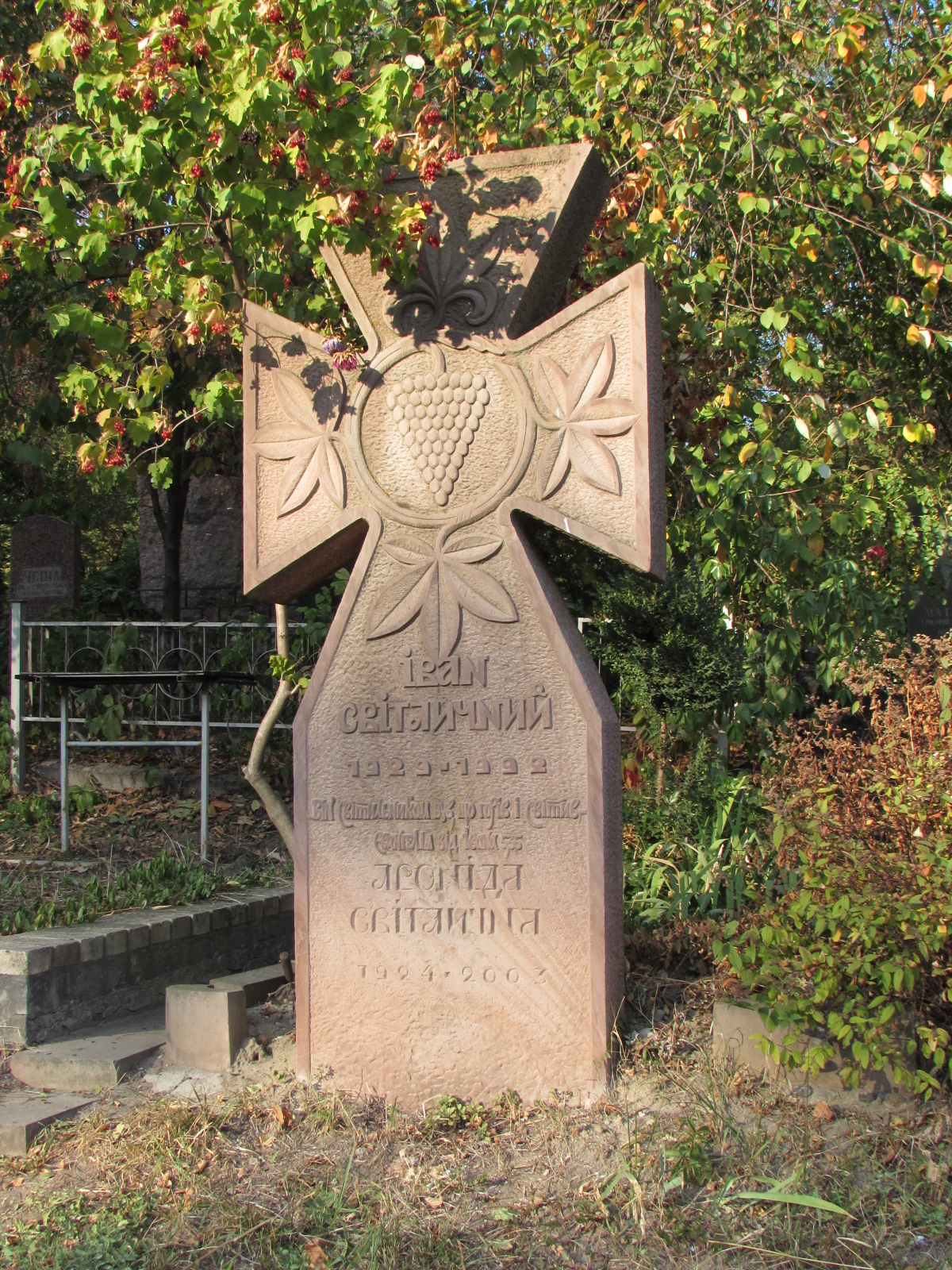
Могила Леоніди та Івана Світличних, Байкове кладовище

Народилася 2 квітня 1924 року в Києві. Батько — Павло Терещенко, студент-архітектор, мати — домогосподарка.
У 1940 р. вступила до Будівельного інституту, де вчилася до початку німецько-радянської війни.
У 1941 р. в окупованому Києві стала студенткою Медичного, потім Гідромеліоративного інститутів — ці два виші працювали за часів окупації. Це дозволило їй уникнути вивезення в Німеччину на примусові роботи. У 1944 році продовжила навчання в Будівельному інституті, який закінчила в 1948 році. В аспірантуру її не взяли, звинувативши в перебуванні на окупованій території. Згодом поступила до аспірантури Інституту будівельної механіки. Після закінчення аспірантури працювала асистентом у Будівельному інституті.
30 січня 1956 року одружилася з Іваном Світличним. Мешкали в Києві у кімнаті матері, де була ще сім'я брата. У 1960 р. одержали маленьку однокімнатну квартиру на вулиці Уманській, 35. Разом із чоловіком брала участь в роботі Клубу творчої молоді, долучилася до дисидентського руху.
Після засудження чоловіка на початку 1972 року до 7 років таборів і 5 заслання, допомагала сім'ям в'язнів. Разом із Вірою Лісовою та Михайлиною Коцюбинською була розпорядницею фонду Солженіцина в Україні. Опікувалася півторарічним сином сестри Івана Надії Світличної — після затримання мами Ярему відправили в дитячий будинок у Ворзель, але їй вдалося знайти його та передати до бабусі у Луганську область.
У 1979 р. поїхала до чоловіка в Гірський Алтай, де той відбував заслання. Коли в серпні 1981 р. в нього стався інсульт, 9 місяців була разом з ним у лікарні, працювала санітаркою і на кухні. Потім, оскільки Івана не комісували, 18 місяців до кінця строку жила з ним у гуртожитку. У січні 1983 р. привезла чоловіка до Києва і доглядала його до кінця його життя.
У 1989 р. разом з Іваном підготувала до видання його книжку «Серце для куль і для рим» (у 1994 р. вона була удостоєна Шевченківської премії). Після смерті Івана разом з Надією Світличною підготувала книжку віршів «У мене — тільки слово» (видана 1994 р.) та книгу спогадів про Івана Світличного «Доброокий» (видана 1998 р.), книжку листів із табору.
Померла 18 лютого 2003 року в 78-річному віці у Києві, де й народилася. Похована в одній могилі з чоловіком на Байковому кладовищі (ділянка № 33, 50°25′2.28″ пн. ш. 30°30′6.30″ сх. д. / 50.4173000° пн. ш. 30.5017500° сх. д.).

## Творчість
Написала кілька книжок спогадів: «Доброокий», «Не доходять ненаписані листи» (видана під назвою «Іван Світличний. Голос доби»).